# 菲利普·奥托 (萨尔姆-霍斯特马尔)
菲利普·奥托·柳特波德·卡尔·克里斯托弗·汉斯·鲁佩特（德語：Philipp Otto Luitpold Karl Christoph Hans Ruppert；1938年6月2日—），出生于明斯特。萨尔姆-霍斯特马尔亲王。是萨尔姆-霍斯特马尔亲王菲利普·弗朗茨与妻子卡斯特尔-卡斯特尔女伯爵玛丽·特丽丝的长子。
1971年9月30日，菲利普·奥托在斯图加特与卡特琳·索泰结婚，婚后有二子：
- 菲利普·古斯塔夫·托马斯·卡尔（Philipp Gustav Thomas Carl，1973年3月11日－）；
- 克里斯蒂安·克里斯托弗·亚历山大（Christian Christof Alexander，1975年5月20日－）。